# Spaniopus varicornis
Spaniopus varicornis är en stekelart som beskrevs av Boucek 1972. Spaniopus varicornis ingår i släktet Spaniopus och familjen puppglanssteklar.
Artens utbredningsområde är:
- Tjeckien.
- Slovakien.

Inga underarter finns listade i Catalogue of Life.